# HAFURI-ME
HAFURI-ME（ハフリメ）は、柴咲コウがプロデュースするサステナビューティーブランド。
「自分を美しく見せたいという願いを叶えつつ、環境に対する懸念を払拭できるような天然由来の成分で商品を作りたい」という思いから始めた。

## ブランドコンセプト
「持続可能な美しさ = 健康的であること」をブランドコンセプトとしている。